# 멜버른 국제 영화제
멜버른 국제 영화제(Melbourne International Film Festival, MIFF)는 오스트레일리아 멜버른에서 한 해에 3주간 개최되는 영화제이다. 1952년 설립되었으며 세계에서 가장 오래된 영화제들 중 하나이다. 1932년 베네치아 국제 영화제, 1939년 칸 영화제, 1951년 베를린 국제 영화제의 설립의 뒤를 잇는 것이다. 처음에 1952년 멜버른 바깥 올린다에서 '올린다 영화제'(Olinda Film Festival)로 시작하였으나 이 행사는 멜버른 영화제로 개명되었다. 멜버른 국제 영화제로 변모하기 전까지 수십년에 걸쳐 이 이름으로 개최되었다.

## 같이 보기
- 영화제
- 영화제 목록
- 오스트레일리아 영화